# Makabi Warszawa

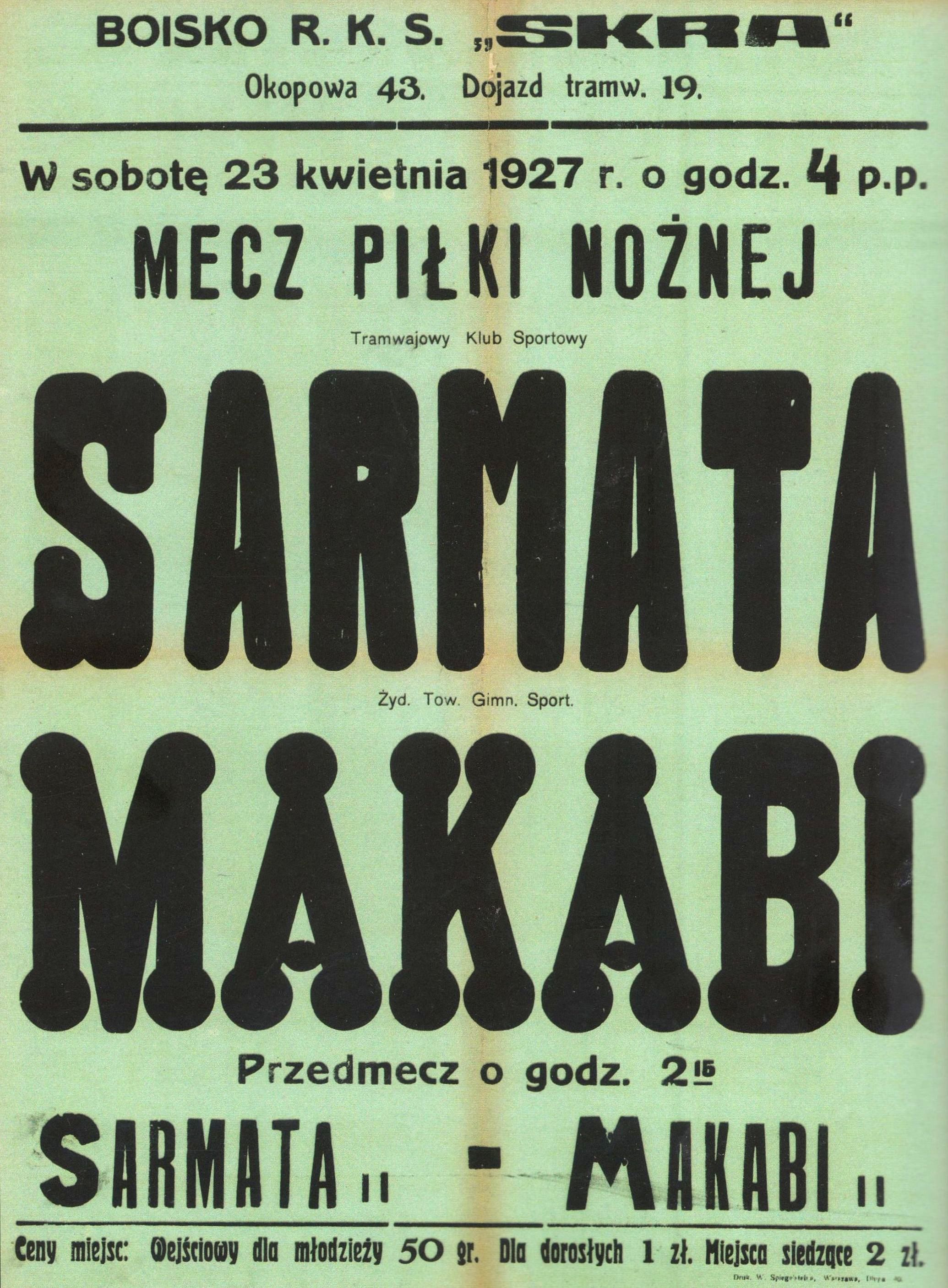
Plakat zapowiadający mecz piłki nożnej drużyny Makabi z drużyną Sarmaty Warszawa na stadionie „Skry” 23 kwietnia 1927

Makabi Warszawa, właśc.  Makabi Żydowskie Towarzystwo Gimnastyczno-Sportowe – polski klub sportowy z siedzibą w Warszawie. Był największym wielosekcyjnym żydowskim klubem sportowym w II RP.
Makabi zawiesił działalność w 1940 po tym, jak niemieckie władze okupacyjne zakazały działalności wszystkich związków, stowarzyszeń i klubów sportowych. Został reaktywowany w 2014.

## Opis

### 1915–1940
Nazwa „Makabi” pochodzi od Judy Machabeusza, jednego z przywódców żydowskiego powstania Machabeuszy przeciwko Seleucydom. Celem utworzonego w 1915 Żydowskiego Towarzystwa Gimnastyczno-Sportowego „Makabi Warszawa” było „racjonalne wychowanie fizyczne młodzieży żydowskiej”. Klub m.in. sprawował opiekę nad żydowskimi szkołami, organizował wycieczki i obozy sportowe, szkolił instruktorów sportu, przywiązywał także dużą wagę do turniejów organizowanych z okazji świąt żydowskich oraz igrzysk żydowskich (tzw. makabiad).
W latach 1915–1922 siedziba klubu mieściła się przy ul. Długiej 50, a od 1922 w Pasażu Simonsa przy ul. Nalewki 2a (tam znajdowały się również sale klubu: gimnastyczna i bokserska). W 1919 powstała sekcja piłkarska. Klub posiadał m.in. boisko z bieżnią lekkoatletyczną przy al. Zielenieckiej, a także własną przystań pływacką z basenem w Porcie Praskim.
W 1932 Makabi Warszawa miał ok. 2000 członków. Był największym wielosekcyjnym żydowskim klubem sportowym w II RP.

### Pozostałe sekcje
- piłki nożnej
- gimnastyczna
- bokserska
- gier sportowych (siatkówki, koszykówki i hazeny)
- szermiercza
- żeglarska
- pływacka
- lekkoatletyczna
- ciężkoatletyczna
- tenisa stołowego
- samochodowa
- kolarska
- motorowa
- kajakarska
- hokejowa
- strzelecka

W Makabi działały także sekcje niesportowe: turystyczno-narciarska, rytmiki i tańca, fotograficzna, a także dwie orkiestry.

### Zawodnicy
Zawodnikiem Makabi od 1925 był m.in. Józef Klotz, zdobywca w 1922 (jako piłkarz Jutrzenki Kraków) pierwszej bramki w historii reprezentacji Polski w piłce nożnej mężczyzn.

### Od 2014
W 2014 klub został reaktywowany. Posiadała początkowo pięć sekcji. W 2017 zawodnicy Makabi Warszawa wzięli udział w 20. Żydowskich Igrzyskach Olimpijskich w Izraelu, na których zdobyli dwa złote i jeden brązowy medal.